# Amine Bendriouich
 (septembre 2018).
Amine Bendriouich (en arabe : أمين بندريويش), né en 1986 à Marrakech), est un styliste marocain.

## Biographie
Amine Bendriouich a étudié à l'ESMOD Tunis.
Il crée avec des amis la marque Hmar ou Bikhir (« âne et bien dans ses baskets ») qui propose des t-shirts avec des messages engagés, dont celui qui détourne le logo Puma en bourriquet bondissant sera remarqué[Par qui ?].
Par la suite, il lance le projet Contemporary Moroccan Roots, un festival d’art, de musique et de mode.
En 2012, il est nommé Best Menswear Designer Award’ aux Arise Magazine Fashion Week à Lagos. Puis ayant acquis une certaine renommée[réf. nécessaire], il lance sa propre marque « Amine Bendriouich Couture & Bullshit » (AB-CB)  dont il base les ateliers à Marrakech.
En 2009, il est lauréat du prix Créateurope 2009[réf. nécessaire].
Il participe en 2017 à la 10e édition du Fashion Forward Dubai où il présente sa collection A DNA,. Cette même année il est lauréat  au Prix the OpenMyMed 2017 de la Maison méditerranéenne des métiers de la mode.
En septembre 2018, il est nommé dans la liste des 100 créatifs les plus influents du magazine Vogue US.

### Vie privée
Il est le cousin de l'actrice maroco-portugaise Sarah Perles.